# Török gazdasági válság
A törökországi gazdasági válság 2016-ban kezdődött gazdasági válság, amely az ország gazdasági teljesítményének romlását, fizetőeszközének leértékelődését hozta magával és mind a gazdaságban, mind a politikai életben bizonytalanságot okoz. 2016 novembere és 2017 januárja között a török líra árfolyama több, mint 20 százalékkal csökkent az amerikai dollárhoz viszonyítva. Eközben minden egyes tíz százaléknyi értékvesztés a líra részéről újabb 1-1,5 százalékkal emeli meg az infláció mértékét a rákövetkező 3-6 hónapos időszak tekintetében.
A munkanélküliség 2016 októberében 11,8% volt, azaz 3,65 millió állástalan volt az országban. Ez 500 000 fővel magasabb, mint 2015 októberében volt.
Míg 2001-ben 68% volt az infláció, addig ez 2011-re 7,4%-ra csökkent. A JP Morgan elemzői szerint Törökországban az éves infláció mértéke 2017-ben 8,7% lehet. Mivel az ország nemzeti valutájának értéke csökkenő tendenciát mutat, ezért a pénzromlás üteme a 10 százalékot is meghaladhatja.
A terrortámadások miatt visszaesett a repülővel érkező turisták száma 2016-ban, mintegy 21 százalékkal, míg a Közel-Keletről 2017 elejére várt turisták aránya 16 százalékkal csökkent.
A felsőfokú végzettséggel rendelkezők egyre magasabb számban döntenek a kivándorlás mellett.

## Előzmények
A gazdasági visszaesés hátterében az országban elkövetett terrorcselekmények miatt a turizmus visszaesése, az Oroszországgal elmérgesedő diplomáciai viszony és az ennek következtében életbe léptetett gazdasági korlátozások, a feszült belpolitikai viszonyok és a 2016 nyári puccskísérlet, valamint ezek egymást erősítő következményeként a török líra értékének zuhanása áll.

## Gazdasági lépések
2017. január 24-én a török jegybank az egynapos hitelkamat mértékét 8,5%-ról 9,25%-ra emelte, ugyanakkor az egyhetes irányadó kamat 8% maradt. Az egynapos betéti kamat továbbra is 7,25% maradt. Ennek következtében a török líra a napközbeni kereskedés során 2%-ot vesztett értékéből az amerikai dollárral szemben, mivel a szakemberek korábban 100-200 bázispontos kamatemelést tartottak volna kívánatosnak.

## Következmények
A török GDP mintegy 13 százalékát a turizmus adja, amely 2016 közepéig 40 százalékkal csökkent az egy évvel korábbihoz képest. 2016 nyarához viszonyítva 60 százalékkal kevesebb turista érkezett az országba. A Törökországba érkező magyar turisták létszáma 80 százalékkal esett vissza az ott bekövetkezett negatív események miatt. A gyenge szállásfoglalási arány miatt már több, mint 1300 szálloda eladása került napirendre.
Törökország e a korábbi évek 2-4 százalékos negyedéves növekedési üteméről 2016-ban minden negyed évben 2 százalék alatt emelkedett, majd a harmadik negyedévben már 1,8 százalékkal csökkent.
A török gazdaság növekedése 2010-ben 9,2%, 2011-ben 8,8%, 2012-ben 2,1%, 2015-ben 4% volt. A 2016-ra várt éves bővülés 3,1% volt 2016 közepén.
Egy török líra 2008-ban 0,8 amerikai dollárt ért, ami 2016 végére 0,25 dollár értékre csökkent. 2016 december 12-ig a líra 20 százalékkal értékelődött le a dollárral szemben. A török vállalatok devizaadóssága (46%) főleg amerikai fizetőeszközben van elkönyvelve, amelynek erősödése miatt egyre magasabb a visszafizetendő hitelek összege. Az ország fizetési mérlege a GDP 5 százalékát kitevő hiánnyal küzd, ami gyengíti a török fizetőeszköz árfolyamát. A török vállalatok külső adósságának mértéke eléri az ország GDP-jének 40 százalékát. Eközben az infláció mértéke 2016-ban 7 és 9 százalék között alakult a negyedéves adatok alapján. A 2016-os infláció 8,5 százalék körül alakult, míg a jegybank általi célkitűzés 5 százalék lenne. Az elemzők 2017-re 12 százalékpontos inflációt jeleznek előre.
Míg 2015 első hét hónapjában összesen 7,5 milliárd amerikai dollár értékben érkezett az országba beruházásként, addig 2016 ugyanezen időszakában csak 2,5 milliárd dollár, amely 68 százalékos visszaesést jelent. 
2016 első hat hónapjában a minimálbér szintjét megemelték az országban. Ez a lépés és a menekültek ellátásának költségei kedvező hatással voltak a fogyasztásra, amely a török GDP mintegy 66 százalékát biztosítja.
A török líra 2017 első tíz napja alatt 6,7 százalékkal értékelődött le a dollárral szemben. A török lírát még az is gyengíti, hogy a lakosság vagyonosabb rétegei megtakarításaikat egyre nagyobb mértékben dollárra váltják. A gazdasági teljesítmény visszaesése kihat az ország politikai rendszerére is, amely belpolitikai válság kirobbanását vonhatja maga után.
A 2016. július 15-i puccskísérletet követően 5 nappal a Standard&Poor's hitelminősítő leminősítette a már korábban is a befektetésre nem ajánlott kategóriájú török államadósságot.
A Moody's nemzetközi hitelminősítő mindezek hatására a befektetésre nem ajánlott kategóriába sorolta az ország állampapírjait. A jogbiztonság leépítése, és a politikai bizonytalanság szerepelt a döntés hátterében. A hitelminősítő 2,7 százalékos éves gazdasági növekedést vár 2017-re, 2018-ra és 2019-re.
A török kormányzat a befektetők megnyugtatása céljából több olyan intézkedést is elfogadott, mint például a külföldi cégek által fizetett vállalati adó megfizetése alóli mentesség. Eközben magas a munkanélküliségi ráta (10,4%), alacsony a lakosság megtakarítási képessége és stagnál a termelékenység.
2017. január 28-án a Fitch nemzetközi hitelminősítő a helyi valutában kibocsátott török szuverén adósság-kötelezettségek besorolását "BBB mínusz" kategóriában tartotta, míg a devizában fennálló hosszú lejáratú török államadósságot "BBB mínusz" besorolásról "BB plusz"-ra rontotta. Ezzel a lépéssel az ország mindhárom fontosabb nemzetközi hitelminősítő intézetnél elvesztette a befektetési ajánlású államadós-besorolást.